# Clayeures
Clayeures és un municipi francès situat al departament de Meurthe i Mosel·la i a la regió del Gran Est. L'any 2007 tenia 181 habitants.

## Demografia

### Població
El 2007 la població de fet de Clayeures era de 181 persones. Hi havia 67 famílies, de les quals 12 eren unipersonals (12 homes vivint sols), 24 parelles sense fills, 27 parelles amb fills i 4 famílies monoparentals amb fills.
La població ha evolucionat segons el següent gràfic:
Habitants censats

### Habitatges
El 2007 hi havia 85 habitatges, 67 eren l'habitatge principal de la família, 7 eren segones residències i 12 estaven desocupats. 81 eren cases i 4 eren apartaments. Dels 67 habitatges principals, 59 estaven ocupats pels seus propietaris i 8 estaven llogats i ocupats pels llogaters; 1 tenia tres cambres, 12 en tenien quatre i 54 en tenien cinc o més. 36 habitatges disposaven pel capbaix d'una plaça de pàrquing. A 26 habitatges hi havia un automòbil i a 37 n'hi havia dos o més.

### Piràmide de població
La piràmide de població per edats i sexe el 2009 era:
| Homes | Edats   | Dones |
| ----- | ------- | ----- |
| 0     | 95 o +  | 0     |
| 0     | 90 a 94 | 4     |
| 0     | 85 a 89 | 0     |
| 0     | 80 a 84 | 0     |
| 8     | 75 a 79 | 4     |
| 4     | 70 a 74 | 4     |
| 0     | 65 a 69 | 12    |
| 0     | 60 a 64 | 0     |
| 0     | 55 a 59 | 0     |
| 8     | 50 a 54 | 0     |
| 8     | 45 a 49 | 12    |
| 4     | 40 a 44 | 0     |
| 8     | 35 a 39 | 8     |
| 8     | 30 a 34 | 4     |
| 0     | 25 a 29 | 4     |
| 0     | 20 a 24 | 0     |
| 4     | 15 a 19 | 0     |
| 16    | 10 a 14 | 8     |
| 12    | 5 a 9   | 4     |
| 0     | 0 a 4   | 0     |

## Economia
El 2007 la població en edat de treballar era de 114 persones, 85 eren actives i 29 eren inactives. De les 85 persones actives 82 estaven ocupades (45 homes i 37 dones) i 3 estaven aturades (2 homes i 1 dona). De les 29 persones inactives 9 estaven jubilades, 13 estaven estudiant i 7 estaven classificades com a «altres inactius».

### Ingressos
El 2009 a Clayeures hi havia 67 unitats fiscals que integraven 186 persones, la mediana anual d'ingressos fiscals per persona era de 17.197 €.

### Activitats econòmiques
Dels 3 establiments que hi havia el 2007, 1 era d'una empresa de construcció, 1 d'una empresa d'informació i comunicació i 1 d'una empresa classificada com a «altres activitats de serveis».
L'únic servei als particulars que hi havia el 2009 era una perruqueria.
L'any 2000 a Clayeures hi havia 11 explotacions agrícoles.

## Poblacions més properes
El següent diagrama mostra les poblacions més properes.